# El cardenal Alberto de Brandeburgo ante Cristo crucificado
El cardenal Alberto de Brandeburgo arrodillado ante Cristo crucificado es una pintura de Lucas Cranach el Viejo. Data de hacia 1520-30. Está realizada al óleo sobre tabla de pino y mide 158 cm de largo por 112 cm de ancho. Pertenecía a la Iglesia colegiata de Aschaffenburg, pasando en 1829 a propiedad de la Alte Pinakothek de Múnich (Alemania), donde se expone con el título de Kardinal Albrecht von Brandenburg vor dem Gekreuzigten kniend. 
Esta obra es una pintura religiosa en la que aparece el donante, el cardenal Alberto de Brandeburgo, arrodillado frente a Jesucristo en la Cruz. Detrás del Gólgota puede verse la representación de una tormenta con las oscuras nubes arremolinándose. El retrato de Alberto se basó en un grabado de Durero. A diferencia de los cuadros de donante propios de la pintura gótica, aquí no hay santo patrón del nombre del donante que haga de intermediario frente a la divinidad: el cardenal se presenta directamente ante Cristo. Además, el tamaño de ambas figuras es semejante, y no más pequeño el cardenal. Se enfatiza así la importancia y prevalencia de la figura mundana, que ocupa todo el primer plano en su amplia vestimenta cardenalicia de llamativo color rojo. Alberto no mira directamente a Cristo, sino que parece más bien desviar la vista hacia el exterior del cuadro. La representación de la tormenta es una de las más intensas de la pintura alemana, junto con la Crucifixión de Matthias Grünewald. Contribuye a que el cuadro sea más expresivo, junto con el paño ondulando ante el viento de la tempestad. La representación expresionista del paisaje es propia de la escuela del Danubio.